# Challenger de Charlottesville 2013
El Charlottesville Men's Pro Challenger 2013 fue un torneo de tenis profesional que se jugó en pistas duras. Se trató de la 5.ª edición del torneo que forma parte del ATP Challenger Tour 2013. Tuvo lugar en Charlottesville, Estados Unidos entre el 28 de octubre y el 3 de noviembre.

## Jugadores participantes del cuadro de individuales

### Cabezas de serie
| Favorito | País                        | Jugador          | Ranking1 | Posición en el torneo |
| -------- | --------------------------- | ---------------- | -------- | --------------------- |
| 1        | Bandera de Estados Unidos   | Tim Smyczek      | 80       | Primera ronda         |
| 2        | Bandera de la India         | Somdev Devvarman | 90       | Cuartos de final      |
| 3        | Bandera de Estados Unidos   | Michael Russell  | 94       | CAMPEÓN               |
| 4        | Bandera de los Países Bajos | Donald Young     | 104      | Cuartos de final      |
| 5        | Bandera de Estados Unidos   | Rajeev Ram       | 120      | Segunda ronda         |
| 6        | Bandera de Estados Unidos   | Alex Kuznetsov   | 123      | Primera ronda         |
| 7        | Bandera de Estados Unidos   | Rhyne Williams   | 125      | Semifinales           |
| 8        | Bandera de Estados Unidos   | Steve Johnson    | 159      | Primera ronda         |

- 1 Se ha tomado en cuenta el ranking del 21 de octubre de 2013.

### Otros participantes
Los siguientes jugadores ingresaron al cuadro principal invitados por la organización del torneo (WC):
- Mitchell Frank
- Jarmere Jenkins
- Noah Rubin
- Mac Styslinger

Los siguientes jugadores ingresaron al cuadro principal tras participar en la fase clasificatoria (Q):
- Kevin King
- Joshua Milton
- David Rice
- Laurent Rochette

## Campeones

### Individual Masculino
- Michael Russell derrotó en la final a  Peter Polansky, 7:5, 2:6, 7:65

### Dobles Masculino
- Steve Johnson /  Tim Smyczek derrotaron en la final a  Jarmere Jenkins /  Donald Young, 6:4, 6:3